# جاكسون هاستينغز
جاكسون هاستينغز (بالإنجليزية: Jackson Hastings)‏ هو لاعب دوري الرغبي أسترالي، ولد في 4 يناير 1996 في ولونغونغ في أستراليا.